# Фроттаж (искусство)
Фротта́ж (фр. frottage — натирание, протирка) — техника переноса на записываемую поверхность выступающей текстуры материала рельефа посредством натирающих движений (штриховки) незаточенного карандаша, сангины, пастели, угля и т. д. В качестве техники живописи изобретена в августе 1925 года художником-сюрреалистом Максом Эрнстом. Имеются сведения, что её уже использовал художник-символист Гюстав Моро. Наряду с другими техниками широко применялась сюрреалистами, дополнявшими полученное изображение с помощью автоматического письма.

## История
Фроттаж как особый вид техники изобразительного искусства был изобретён в 1925 году Максом Эрнстом, впоследствии широко применявшим его в графике и картинах. По менее известной версии такой приём ранее использовал художник-символист Гюстав Моро. В своей книге «По ту сторону живописи» Эрнст рассказал об открытии новой техники, сообщив точную дату, когда ему пришла в голову эта идея, — 10 августа 1925 года, причём произошло это во сне. Первые работы в этой технике появились в номере одной из гостиниц в городе Порник (регионе Пеи-де-ла-Луар, департамент Атлантическая Луара, округ Сен-Назер). Согласно воспоминаниям Эрнста, однажды в отеле его внимание привлекла фактура «старых досок на полу, истёртых и перемытых за многие годы». Находясь под впечатлением новых возможностей, он решил воплотить в простом действии один из сюрреалистических художественных принципов в изложении Луи Арагона (эссе «Волна грёз»), увидев в нём «символическое содержание» и проверив таким образом свои медитативные и галлюцинаторные возможности. После того как Эрнст положил на половые доски листок бумаги и потёр его карандашом, он описал свои последующие опыты таким образом:
Получившееся изображение, благодаря ряду самовнушений и изменений, которые напрашивались сами собой, всё больше теряло связь с конкретным материалом, в данном случае с деревом, и становилось изображением необычайной точности: оно раскрывало первопричину моего впечатления, иначе говоря, представляло собой документ, отразивший первичное впечатление. Любопытство и изумление возрастали, и я начал подобным образом пробовать все материалы, попадавшиеся под руку: листья с их прожилками, потрёпанные края мешковины, живописную фактуру современной картины, размотанные нитки и т. п.
Увлёкшись новым художественным методом, Эрнст создал несколько сюрреалистических циклов. В 1926 году при помощи фототипии был издан его философско-космогонический цикл «Естественная история», состоящий из 34-х фроттажей. В другой известной серии Эрнста «Мистер нож мисс Вилка» (1931), являющейся оформлением стихотворения Рене Кревеля, новая техника фроттажа была продемонстрирована с использованием возможностей фотограммы (райография), ранее придуманной Ман Рэйем. После переноса рельефа поверхности сюрреалисты дорабатывали изображение, «фиксируя возникающие под её воздействием ассоциации». Наряду с более поздними техниками (декалькомания, граттаж, фюмаж, аквамото, алхимаж) фроттаж стал одним из приёмов сюрреалистов в технике автоматического письма: «…в нём проявились установки на спонтанное озарение, на игру случая, на активизацию работы подсознания». В «Кратком словаре сюрреализма» 1938 года фроттаж характеризовался как «эквивалент автоматического письма». Изобретение сюрреалистических техник привело к возникновению нового термина — «абсолютный автоматизм», который был введён Бретоном в 1939 году. Сам Эрнст по этому поводу писал: «Дело не в том, чтобы нарисовать, а в том, чтобы по возможности скопировать движение мысли». Среди наиболее известных художников-сюрреалистов, применявших фроттаж, был Сальвадор Дали.
Техника не ограничивается использованием только карандаша; можно рисовать углём, брать сангину или пастель. Уже Эрнст использовал цветные карандаши и сухие пигменты. Этот метод знаком любому, кто видел как на бумагу переводятся монетки или делал это сам: лист бумаги кладётся на рельефную поверхность или на гравированный рисунок, а затем бумагу трут мягким карандашом. Метод часто используется для создания узорчатых или текстурированных областей на рисунке, например, узор дерева, взятый с грубого куска древесины, можно ввести в натюрморт. Эффекты, которых можно достичь методом фроттажа, различаются в зависимости от типа использованной бумаги. Изображение монетки делается на тонкой бумаге, потому что на ней получается чёткое изображение; на обычной бумаге для рисования карандашный фроттаж даёт не очень ясные изображения, которые можно принять за текстуру, не выявляя их природу. Методы фроттажа, в основном, используются в сочетании с другими формами художественного выражения, например, коллаж, или дополняют традиционные методы, такие как живопись маслом или акварель.